# Dauren Zhumat
Dauren Zhumat (Karatau, 2 de marzo de 1999) es un futbolista kazajo que juega en la demarcación de centrocampista para el FC Okzhetpes Kokshetau de la Liga Premier de Kazajistán.

## Selección nacional
Hizo su debut con la selección absoluta de Kazajistán el 5 de junio contra Bielorrusia en un partido amistoso que finalizó con un resultado de 4-1 a favor del combinado bielorruso tras los goles de Valeryi Hramyka, Valeryi Bacharow, Trafim Melnichenka y Yawhen Shikawka para Bielorrusia, y de Galymzhan Kenzhebek para Kazajistán.

## Clubes
| Club                   | País       | Año       | Partidos | Goles |
| ---------------------- | ---------- | --------- | -------- | ----- |
| FC Taraz B             | Kazajistán | 2018-2019 | 68       | 11    |
| FC Maktaaral           | Kazajistán | 2020      | 5        | 0     |
| FC Taraz B (cedido)    | Kazajistán | 2021      | 14       | 4     |
| FC Taraz (cedido)      | Kazajistán | 2021      | 6        | 1     |
| FC Taraz Karatau       | Kazajistán | 2021-2022 | 40       | 9     |
| FC Maktaaral B         | Kazajistán | 2023      | 2        | 0     |
| FC Maktaaral           | Kazajistán | 2023      | 3        | 0     |
| FC Okzhetpes Kokshetau | Kazajistán | 2023-     | 57       | 17    |